# Edvinas Kerza
Edvinas Kerza (* 18. Juni 1980 in Ukmergė) ist ein litauischer Politiker, Vizeminister.

## Leben
Nach dem Abitur an der Mittelschule absolvierte Edvinas Kerza 1998–2002 das Bachelorstudium der Ingenieur-Informatik und 2002–2004  das Masterstudium der Statistik an der Gedimino technikos universitetas in Vilnius. Von 2003 bis 2017 war er Beamte und Diplomat am Außenministerium Litauens.   Seit Februar 2017 ist er stellvertretender Verteidigungsminister Litauens, Stellvertreter von Raimundas Karoblis im Kabinett Skvernelis.

## Familie
Giedrimas Jeglinskas ist verheiratet und hat zwei Kinder.

## Quelle
1. ↑  CV (Memento des Originals vom 30. Oktober 2017 im Internet Archive)  Info: Der Archivlink wurde automatisch eingesetzt und noch nicht geprüft. Bitte prüfe Original- und Archivlink gemäß Anleitung und entferne dann diesen Hinweis.

| Personendaten    | Personendaten                       |
| ---------------- | ----------------------------------- |
| NAME             | Kerza, Edvinas                      |
| KURZBESCHREIBUNG | litauischer Politiker, Vizeminister |
| GEBURTSDATUM     | 18. Juni 1980                       |
| GEBURTSORT       | Ukmergė                             |